# Märkiö
Märkiö är en sjö i kommunen Hyvinge i landskapet Nyland i Finland. Sjön ligger 102,9 meter över havet. Arean är 37 hektar och strandlinjen är 3,65 kilometer lång. Sjön  ingår i Karisåns huvudavrinningsområde.   Den ligger omkring 42 km norr om Helsingfors. 